# Juan Carlos Ceriani

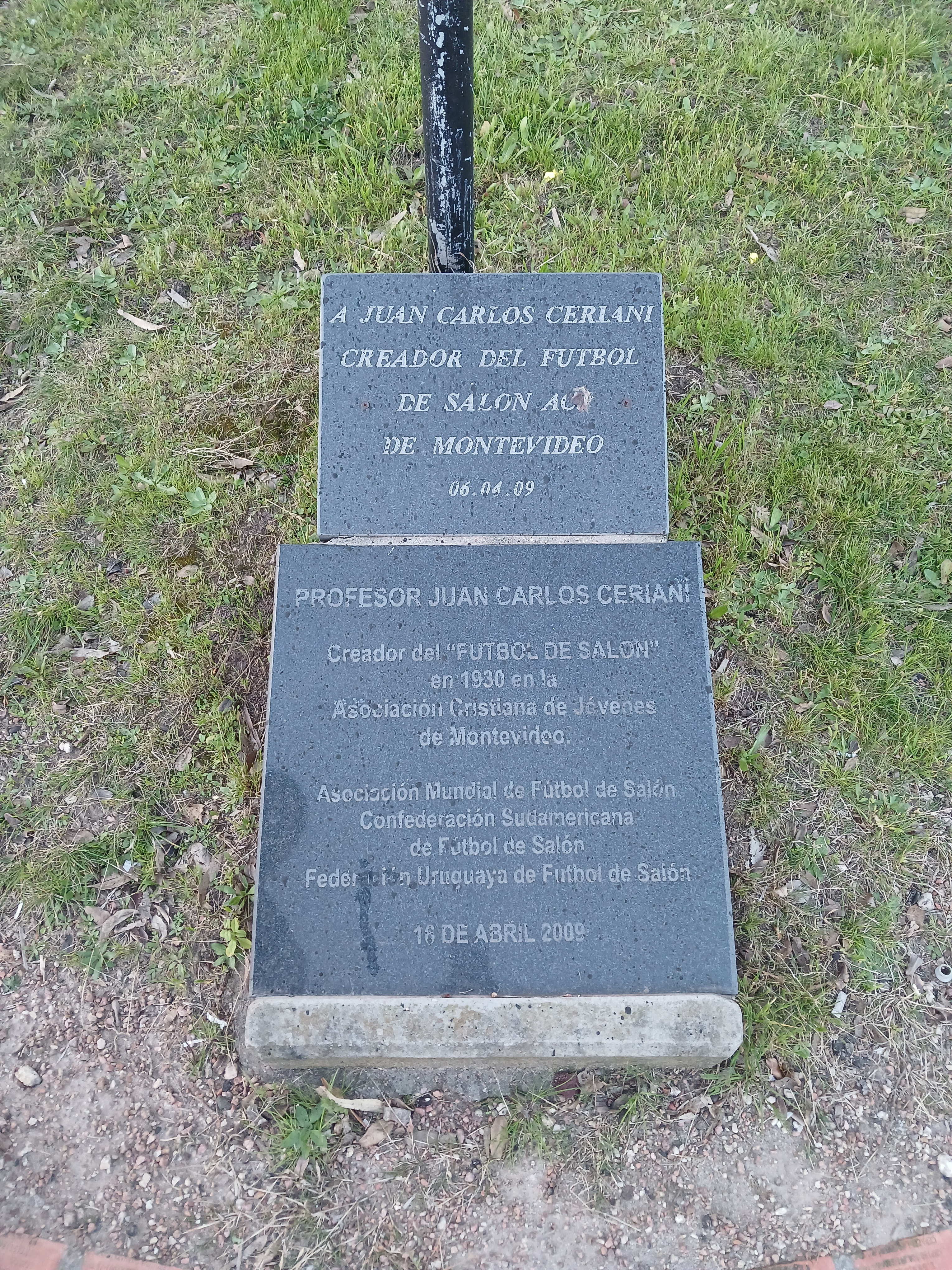
Monolito a Juan Carlos Ceriani en el Parque Batlle de Montevideo

Juan Carlos Ceriani Gravier (Montevideo, 9 de marzo de 1907 - Montevideo, 25 de junio de 1996) fue un entrenador de natación y fútbol de salón. Estaba muy vinculado con el Movimiento de la Asociación Cristiana de Jóvenes (ACJ) en Inglaterra.
Se destaca por ser el creador del fútbol de salón (o Indoor Soccer, como lo bautizó por primera vez) y también redactó las reglas de este nuevo deporte, aunque existe cierta controversia de que las reglas se hicieron en la ACJ de San Pablo el original de las reglas cuando se las envió a los Estados Unidos. Para hacer conocer como había surgido este nuevo deporte en 1930, luego de la Copa Mundial de fútbol década 1930 que se jugó en Montevideo, Uruguay.
Se destacó, también como entrenador de natación, siendo uno de los fundadores del Club Biguá, cuando la ACJ de Montevideo había resuelto no competir con sus nadadores a nivel federal, esa fue la razón de la creación del club junto a otros socios de la ACJ. De allí la presencia del triángulo rojo en la identificación del Club Biguá (como fondo del pato) este es el emblema mundial de la YMCA y ACJ.
Tuvo destacada participación en los eventos juveniles a nivel mundial en Europa, cuando finalizó la Segunda Guerra Mundial. Obtuvo su título de Profesor en Educación Física en el Springfield College, Massachusetts, Estados Unidos.
Ingresó a la ACJ de Montevideo el 6 de junio de 1926 y la dejó el 31 de diciembre de 1955, para ocupar la Secretaría General de la Federación de Asociaciones Cristianas de Jóvenes y en la ACJ de Montevideo, ocupando el cargo de Subdirector del Departamento de Educación Física y luego el de la Secretaría General.
En abril de 1950, integra el Comité Mundial de Trabajo con Menores, perteneciente a la Alianza Mundial, para llevar a cabo en el Continente Sudamericano un catastro del trabajo que realizan las asociaciones entre los niños. Viaja, por ese motivo, a Estados Unidos. a una Conferencia por distintos lugares de ese país, por el término de diez semanas.
El 1 de julio de 1954, pasa a prestar servicios en Comisión de la Alianza Mundial de Asociaciones Cristianas de Jóvenes con sede en Ginebra, Suiza.

## Invención del fútbol sala
Se desarrolló en Uruguay en el año 1930 en un momento en que reinaba en el país un auténtico fervor; era el año en que la selección de fútbol de Uruguay había obtenido el primer Campeonato del Mundo de fútbol de cancha.
Ceriani, buscando darles una alternativa (bajo techo) a los jóvenes, utilizó las reglas del waterpolo, balonmano y baloncesto y adaptó parte del fútbol de campo, redactando las primeras reglas de juego que anunciaban la creación de un nuevo, único y diferente deporte.
En el reglamento original que diera vida a este nuevo deporte se tomó del baloncesto las mayorías de las penalidades, los 5 jugadores, el tiempo de juego (40 minutos), el bloqueo, el posicionamiento de algunos jugadores, el registro del juego (planillas) y el sistema de control de tiempo, del balonmano se recogió la prohibición de tirar a la meta desde cualquier lugar, las medidas del campo de juego y los arcos. Del waterpolo toda la reglamentación relacionada con los arqueros. Del hockey sobre patines las rotaciones de los jugadores y del fútbol, el juego con el pie. Es decir en este nuevo deporte no solo reúne reglas de diferentes deportes, sino también técnicas de ellos.